# Комарово (Юр'янський район)
Кома́рово (рос. Комарово) — присілок у складі Юр'янського району Кіровської області, Росія. Входить до складу Підгорцівського сільського поселення.
Населення становить 16 осіб (2010, 17 у 2002).
Національний склад станом на 2002 рік — росіяни 100 %.